# Чечулин, Пётр Петрович
Чечулин Пётр Петрович (10 (22) сентября 1896 года, Санкт-Петербург – 16 сентября 1971 года, Москва) – советский военачальник и учёный в области артиллерии, генерал-полковник инженерно-артиллерийской службы (1944). Кандидат технических наук (1948).

## Биография
В Русской императорской армии — с 1915 года. Окончил ускоренный выпуск Константиновского артиллерийского училища (1916). Участник Первой мировой войны, был помощником командира батареи. Был произведён в подпоручики.
В Красной Армии с 6 июля 1918 года. Участник Гражданской войны в России. С 1919 года воевал на Северном фронте против Северной армии генерала Е. К. Миллера и английских интервентов, с 1920 года — на Южном фронте против Русской армии генерала П. Н. Врангеля.
Окончил Артиллерийскую академию имени Ф. Э. Дзержинского (1933). С 1933 года начальник сектора научно-технического отдела управления военных приборов Главного артиллерийского управления РККА (ГАУ). С 1938 года служил на зенитном артиллерийском научно-испытательном полигоне РККА: начальник научно-исследовательского отдела, заместитель начальника полигона, начальник полигона. С 1940 года старший преподаватель командного факультета зенитной артиллерии Артиллерийской академии имени Ф. Э. Дзержинского.
Участник Великой Отечественной войны. В 1941–1947 годах заместитель начальника ГАУ по производству вооружения и боеприпасов. Во время войны возглавлял работы по оснащению Красной Армии новыми видами артиллерийского вооружения. 
С 1947 года начальник Института радиолокации и артиллерийского приборостроения (НИИ-5). С декабря 1951 года начальник 4-го ЦНИИ МО СССР. С июня 1955 года научный консультант 4-го Главного управления МО СССР. С 1957 года научный консультант при МО СССР. С 1958 года — военный консультант Группы генеральных инспекторов МО СССР. С 1960 года в отставке. 
Член КПСС с 1943 года. Похоронен на Востряковском кладбище Москвы.

## Награды
- орден Ленина (1945)
- три ордена Красного Знамени (16.05.1944, 3.11.1944, 1949)
- орден Суворова 2-й степени (1945)
- орден Кутузова 2-й степени (22.11.1944)
- орден Отечественной войны 1-й степени (18.08.1943)
- орден Трудового Красного Знамени (1942)
- медаль «XX лет РККА»
- медаль «За оборону Москвы»
- другие медали СССР

## Воинские звания
- генерал-майор инженерно-артиллерийской службы (01.10.1942)
- генерал-лейтенант инженерно-артиллерийской службы (28.09.1943)
- генерал-полковник инженерно-артиллерийской службы (18.11.1944), генерал-полковник инженерно-технической службы (1951)[1]